# Cynopterus sphinx
Cynopterus sphinx е вид прилеп от семейство Плодоядни прилепи (Pteropodidae). Видът не е застрашен от изчезване.

## Разпространение и местообитание
Разпространен е в Бангладеш, Бутан, Виетнам, Индия, Индонезия, Камбоджа, Китай, Лаос, Малайзия, Мианмар, Непал, Пакистан, Тайланд, Хонконг и Шри Ланка.
Обитава градски и гористи местности, национални паркове, ливади, храсталаци и савани в райони с тропически климат, при средна месечна температура около 23,4 градуса.

## Описание
На дължина достигат до 9,9 cm, а теглото им е около 44,7 g.
Продължителността им на живот е около 10 години. Популацията на вида е нарастваща.